# Serincia lineata
Serincia lineata là một loài bướm đêm thuộc phân họ Arctiinae, họ Erebidae.